# National Geographic (España)
National Geographic es un canal de televisión por suscripción español de origen estadounidense, propiedad de National Geographic Society y de The Walt Disney Company, y es operado por Fox Networks Group Europe.
National Geographic fue lanzado al aire en mayo de 2001. Su programación se basa en documentales de 45 min aproximados sobre la exploración científica, historia, naturaleza, cultura, entre otros.
El 19 de julio de 2024, el canal fue afectado por el incidente de CrowdStrike dejándolo fuera del aire por unas horas.

## Programación
- Segundos catastróficos
- Totalmente salvajes
- Diarios de chimpancés
- Máximo superviviente
- Selva profunda
- Exploradores del mar
- La mafia
- Real films
- Megaciudades
- Planeta salvaje
- Sexo salvaje
- Asesinos microscópicos
- Mayday: Catástrofes aéreas
- El reinado del terror